# Благоевград (железопътна гара)
Гара Благоевград е железопътна гара в Благоевград.
Открита е на 20 октомври 1937 година, със завършването на строежа на жп отсечката Дупница – Горна Джумая, започнало през май 1928 година. За събитието пристига цар Борис III и управлява сам влака по новата линия. По това време кмет на града е Любомир Иванов.
На гарата спират всички пътнически и бързи влакове, превозващи по направление от и за Централна гара София, както и пътнически влакове до Кресна, Сандански и Петрич, и между Дупница и Кулата също. На гарата спира и международното направление София – Солун – София.